# Meruliopsis bella
Meruliopsis bella är en svampart som först beskrevs av Berk. & M.A. Curtis, och fick sitt nu gällande namn av Ginns 1976. Meruliopsis bella ingår i släktet Meruliopsis och familjen Phanerochaetaceae.   Inga underarter finns listade i Catalogue of Life.